# Yumi Matsuzawa AnimeSong Cover Album
『Yumi Matsuzawa AnimeSong Cover Album』（松澤由美アニソンカヴァーアルバム）は松澤由美のカバーアルバム。
2020年5月27日にMAGES.から発売された。
海外で人気のアニメソングを中心とし、自身のセルフカバー、新曲を収録。

## 収録曲
1. unravel
  - 作詞/作曲：北嶋徹　編曲：井上日徳

TVアニメ「東京喰種トーキョーグール」オープニングテーマ
2. ブルーバード
  - 作詞/作曲：水野良樹　編曲：pieru

テレビ東京系アニメーション「NARUTO -ナルト- 疾風伝」オープニングテーマ
3. 空想メソロギヰ
  - 作詞：YUI　 作曲：橘尭葉　編曲：A-One

TVアニメ『未来日記』オープニングテーマ
4. 地球ぎ
  - 作詞：松澤由美　作曲：松澤由美、高井うらら　編曲：キクチシュウイチ

アニメ『聖闘士星矢～冥王ハーデス十二宮編～』オープニングテーマ
セルフカバー
5. 愛してるばんざーい!
  - 作詞：畑亜貴　 作曲：山田高弘　編曲：A-One

「ラブライブ!」μ's　4thシングルc/w
6. メリッサ
  - 作詞：新藤晴一　作曲：ak.homma　編曲：pieru

MBS･TBS系 TVアニメ「鋼の錬金術師」オープニング主題歌
7. STYX HELIX
  - 作詞・作曲：MYTH&ROID　編曲：キクチシュウイチ、久保田響
  - ゲストコーラス：浅岡雄也（ex.FIELD OF VIEW）

TVアニメ「Re:ゼロから始める異世界生活」エンディングテーマ
8. Magia
  - 作詞/作曲：梶浦由記　編曲：井上日徳

TBS・MBS系アニメ「魔法少女まどか★マギカ」エンディングテーマ
9. プラチナ
  - 作詞：岩里祐穂　 作曲：菅野よう子　編曲：楊慶豪　ゲストボーカル：岩男潤子

TVアニメ「カードキャプターさくら さくらカード編」オープニングテーマ
10. キョウメイ～Résonance～
  - 作詞：松澤由美　 作曲：池上ケイ　編曲：pieru　

ゲーム『幻想マネージュ』EDテーマ
11. 迷宮
  - 作詞：松澤由美　 作曲：池上ケイ　編曲：井上日徳

Rejet『CARNELIAN BLOOD』漫画版エンディングテーマ